# Wohn- und Wirtschaftsgebäude Dorfstraße 13

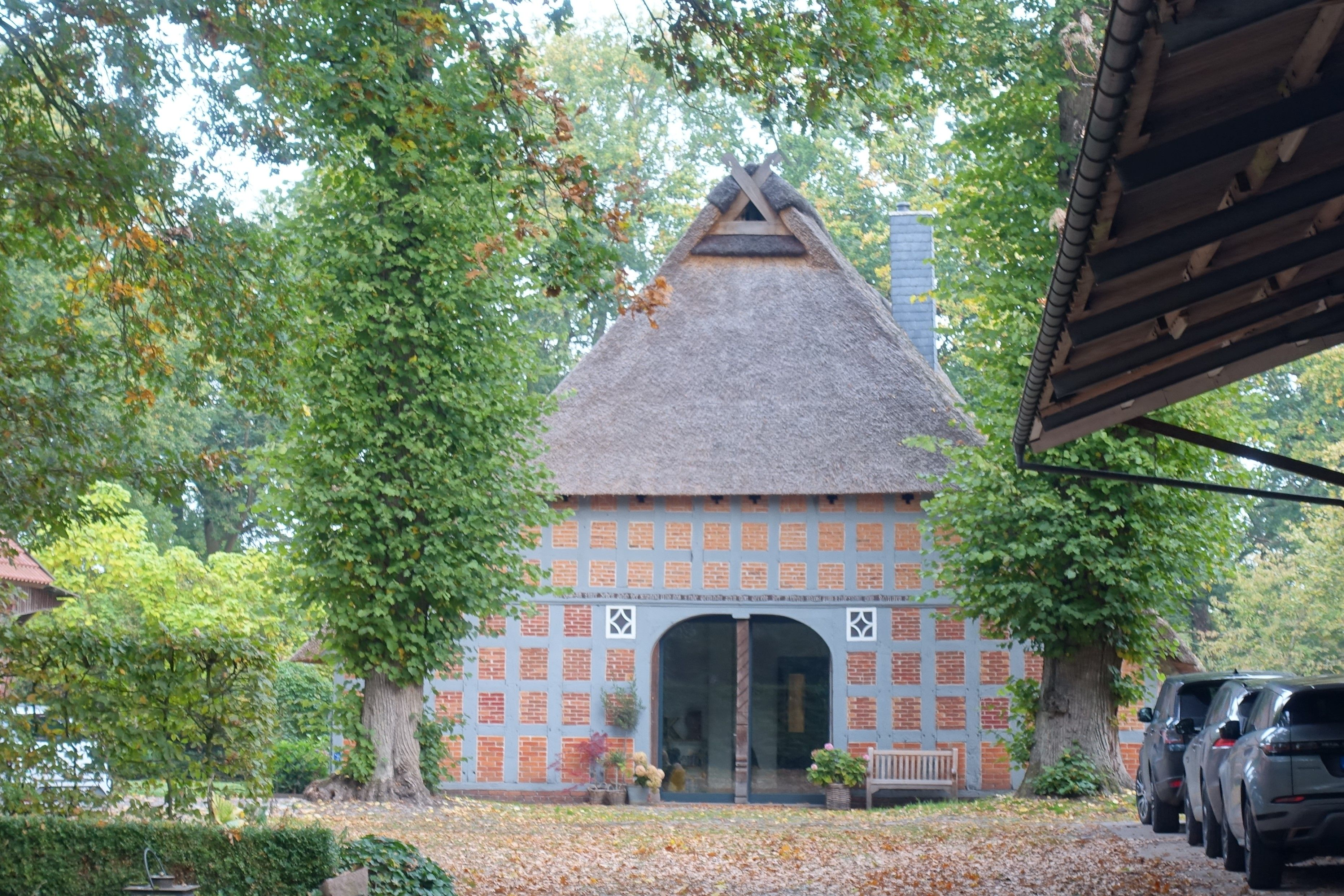
Südfassade (2022)

Das Wohn- und Wirtschaftsgebäude Dorfstraße 13 an einem Stichweg in der niedersächsischen Gemeinde Hellwege wurde zur Mitte des 18. Jahrhunderts gebaut. Aktuell (2025) wird es zum Wohnen und gewerblich genutzt.
Das Gebäude steht unter Denkmalschutz (siehe auch Liste der Baudenkmale in Hellwege).

## Geschichte und Beschreibung
Hellwege wurde 1275 erstmals urkundlich erwähnt. Es gehört zur heutigen Samtgemeinde Sottrum im Landkreis Rotenburg (Wümme). 
Das eingeschossige giebelständige Zweiständer-Hallenhaus in Fachwerk mit Steinausfachungen, reetgedecktem Krüppelwalmdach, Niedersachsengiebel mit Uhlenloch, Pferdeköpfen und Grooter Door mit Korbbogen, wurde 1740 (Inschrift) gebaut unter Wiederverwendung von Gefügeteilen des 16. Jahrhunderts.
Das Pflaster aus Lesesteinen der langen Zufahrt zum Hof steht auch unter Denkmalschutz.
Das Landesdenkmalamt befand u. a.: „… ein regionstypisches Hallenhaus aus der Mitte des 18. Jahrhunderts ….“